# Sparta Stadion Het Kasteel
Sparta Stadion Het Kasteel – stadion piłkarski znajdujący się w mieście Rotterdam, w Holandii. Został oddany do użytku w 1916. Od tego czasu swoje mecze na tym obiekcie rozgrywa grający Eredivisie zespół Sparta Rotterdam. Po przebudowie stadionu w latach 1998-1999 jego pojemność wynosi 11 000 miejsc.